# Vorja (affluente dell'Ugra)
Il Vorja (in russo Воря?) è un fiume della Russia europea centrale (oblast' di Mosca, Smolensk e Kaluga), affluente di sinistra dell'Ugra.
Il fiume attraversa il territorio della regione di Mosca solo nella parte più alta, per la maggior parte attraversa la regione di Smolensk, finendo al confine con la regione di Kaluga. Scorre in direzione sud-occidentale. Sfocia nell'Ugra a 154 km dalla foce. Il fiume ha una lunghezza di 153 km, l'area del suo bacino è di 1 530 km².
Il fiume è gelato nei mesi che vanno da metà novembre a metà aprile. Non tocca, nel suo intero corso, centri urbani di rilievo.